# Cryphia flavescens
Cryphia flavescens är en fjärilsart som beskrevs av Tutt 1891. Cryphia flavescens ingår i släktet Cryphia och familjen nattflyn. Inga underarter finns listade i Catalogue of Life.